# 阿瑪迪斯戰記
《阿瑪迪斯戰記》（簡稱為LOB），是為臺灣漢堂國際資訊研發出品的角色戰略遊戲(S-RPG)。

發行日期 - 2002年9月5日(Sep. 5th, 2002)

發行版本 - CD-ROM 2CDs / 3CDs (兩片裝，後來另有多附一片修正檔的版本)

使用語言 - 中文 - 正體版(traditional Chinese) / 簡體版(simplified Chinese)

作業平台 - WINDOWS'95 / WINDOWS'98 / WINDOWS-2000 / WIN ME / WIN XP

本遊戲目前並無續作；此外，與講述莫札特故事的電影《阿瑪迪斯》也無關係。

## 遊戲設定

### 世界觀
建立在架空的日式中古西方世界之上、舞台主要由一塊大陸上的三個國家構成，

此大陸即名為阿瑪迪斯(Amadis)。

登場角色類型大致有 - 戰士、劍士、騎士、弓弩手、魔法師之類日式/西式角色扮演遊戲常見的職業。

除了人類及一般動物外，還加入了存在各種魔獸的設定，

諸如 - 牛頭人、半人馬、龍、泰坦巨人、獨角獸、大小惡魔、元素精靈...等。

相互關係在設定上、人類與魔獸之間可說是大部分能避則避、不打交道也無法溝通。

在人類當中，有一小部分能與魔獸溝通者，被稱作魔獸使者。

魔獸使者尚有驅使魔獸的能力。

因為魔獸們擁有人類不能及的強大戰鬥能力，使得魔獸使者成為野心軍事國家領導者亟欲延攬的對象。

上述原因遂讓魔獸使者在戰場上成為恐怖的代名詞。

本作並無西方奇幻中類似人類體型的精靈族出現。

### 國家
阿瑪迪斯(Amadis)大陸上三個國家的介紹（資料來源：LOB遊戲手冊）。

#### 朗格多克帝國(Languedoque Empire)
軍事大國，領土包含大陸中央與西南方。

早期的開拓民，為了驅逐大陸各地的魔獸群，而結合成武裝勢力。後發展成為帝國。

擁有傲視大陸全境最強的軍事實力，現任皇帝為札莫迪斯６世(Zamoudes Ⅵ)、麾下有著帝國三大軍團：

##### 緋之團
由將軍-夏夫特(Shaft)所率領的重裝騎兵團。代表顏色是紅色。

##### 蒼之團
由將軍-阿爾貝蒂娜·封·歐森巴哈(Albertina Von Ossenbach)所率領的獅鷲與飛馬騎士團。代表顏色是藍色。

##### 黑之團
由元帥-厄文·封·歐森巴哈(Erwin Von Ossenbach)所領導的皇帝直屬禁衛軍。代表顏色是黑色。

#### 克爾白(Kaaba)
宗教國家，位於大陸西北地帶邊陲的叢爾小國。

是一個以宣揚其教義來懾服民心的國家，現由法王-康塞斯３世(Concise Ⅲ)所領導。

#### 康奎恩(Konquiem)
商業國家，領土從大陸東部一直延伸到東北部。

以商業及海上貿易為命脈的新興國家。由諸多小型城邦結合、以類似共和制組成執政團領政。

目前的領導者是戈培特公國(Kopecht Duchy)第１７世當主-加拉哈得２世(Galahad Ⅱ)，

因其無私睿智的施政手腕，又被人稱為「公正的加拉哈得」(Galahad the Fair)。

### 遊戲系統
採用回合制戰棋式的遊戲方法，關卡中敵我其中一方的每個角色/單位行動完畢之後、才換另一方行動，

如此不斷循環下去，直到其中一方被另一方全滅、或者達到特定過關條件為止。

戰場(即關卡)中可以記錄，惟僅能有一個記錄，此點與漢堂另一名作炎龍騎士團系列同。

大部分的狀況下，關卡與關卡之間會讓玩者進入城鎮作裝備與道具的補給，也可以儲存多個城鎮紀錄，方便各關卡的重玩。

### 劇情簡介
朗格多克帝國將軍夏夫特率重裝騎兵團攻入康奎恩中樞 - 戈培特公國領，並囚禁國王與王后。

公主薇歐拉由親衛隊長歐蘭朵護衛逃出王城，在野外遭到帝國軍持續的追殺，幸蒙邊境青年羅格搭救，
一行人決定找出朗格多克突然侵略的原因，並與公主踏上復國之路。

### 角色介紹
我方角色
- 羅格·摩德克斯（Rogue·Modeux - 侯格·摩德）
  - 出身邊境小村多瑪的青年。魔獸使者。
  - 攻擊力、防禦力與反應速度都不錯，另外還擁有各種單體遠近程與直線型特技，是隊伍中最堅實的戰力。
- 薇歐拉·斯弗札（Viora·Sforza）
  - 被朗格多克帝國追捕的康奎恩公主。是隊伍中少數具有遠程普通攻擊的角色。
  - 除了會習得多種補助醫療法術外，特技雖少、但具有非常可怕的戰力。
- 菲德·吉斯蒙德（Fade·Gismonde）
  - 羅格從小到大的死黨。一流的腳程與反應速度，再加上長射程的特技，往往負責在亂戰中送給麻煩敵人一刀的工作，但是要注意他防禦力不足的部份。
  - 這個角色只有當玩者選擇羅格路線時才會出現。
- 歐蘭朵·米薩格里亞（Orlando·Missaglia - 歐蘭朵·米薩雅）
  - 康奎恩的王家親衛隊長。也是屬於攻防能力平均型的角色，但是特技多帶有弱化敵人的能力，適合站在前鋒給予敵人第一擊。
  - 雖然身為女性，卻有著男性的名字，也許她的家族希望她能像個男人一般英武。
- 阿爾貝蒂娜·封·歐森巴哈（Albertina·Von·Ossenbach - 阿勒白蒂娜·封·歐森巴赫）
  - 朗格多克帝國軍飛馬騎士部隊-蒼之團軍團長。我方移動力最廣、並且唯一具有飛行坐騎的角色。
  - 可以對隔一格的敵人進行普通攻擊，特技的攻擊範圍也很特別，可利用其機動力在戰場上夾擊敵人或是拾取寶箱。
  - 雖然身為飛馬騎士部隊長，自己的坐騎卻是帕奇拉型的飛龍。

## 外部連結
- 漢堂迷小武的遊戲資料站
- 遊戲基地-阿瑪迪斯戰記 （页面存档备份，存于）